# Mompantero
Mompantero (piemontiul: Mompantè, okcitánul: Mumpantìa) egy olasz község a Piemont régióban, Torino megyében.

## Földrajz
Torinótól 51 km-re, a Susa-völgyben fekszik, a Susa- és Sangone-völgyi Hegyi Közösség részét képezi.